# Svart kummel
Svart kummel (Merluccius polli) är en havslevande  fisk som tillhör ordningen torskartade fiskar och familjen kummelfiskar.

## Kännetecken
Den svarta kummeln kan nå en längd på upp till 80 centimeter. Vanligen är den svartaktig på ryggen och gråaktig till svartaktig på buken. Stjärtfenan har en vit kant. 

## Utbredning
Förekommer i östra Atlanten, utanför Afrikas västra kust, från Mauretanien till Angola. Den håller sig oftast på ett djup på mellan 50 och 600 meter, men kan hittas så djupt ned som omkring 900 meter.

## Levnadssätt
Främst livnär sig den svarta kummeln på småfisk, men även små bläckfiskar och räkor kan ingå i dess föda. 

## Fiske och ekonomi
För fisket är den svarta kummeln inte en av de mest kommersiellt intressanta arterna, men den fångas ändå i noterbara mängder och säljs färsk eller fryst, eller används till fiskmjöl.